# Leopold Banchini
Leopold Banchini (* 2. Juni 1981 in Genf) ist ein international tätiger Schweizer Architekt und Hochschullehrer.

## Werdegang
Leopold Banchini studierte bis 2004 Architektur an der Glasgow School of Art und bis 2007 an der EPF Lausanne. Er arbeitete bei LOT-EK in New York, bei Joep van Lieshout in Rotterdam, bei b720 in Barcelona (2007–2008) und bei group8 in Genf (2009). Anschliessend arbeitete er mit Daniel Zamarbide unter dem Namen Bureau A zusammen (2012–2017) und gründete 2016 ein Architekturbüro in Genf. 2009 wurde er Projektdesigner bei Archizoom. Banchini lehrt seit 2010 als Professor an der Genfer Hochschule für Kunst und Design, seit 2009 als Assistenzprofessor am LAPA an der EPF Lausanne und an der Porto Academy (2021).

## Bauwerke
Eine Auswahl der Bauten von Banchini wurden von Rory Gardiner und Maxime Delvaux fotografiert.
Als Mitglied des Bureau A
- 2012: A Sauna, Genf[6]
- 2014: Antoine, Bagnes[7]
- 2015: The Apartment, Genf[8]

Eigene Bauwerke
- 2017: House for Architectural Heritage, Bahrain mit Noura Al Sayeh Holtrop[9][10]
- 2018: Casa CCFF, Lancy[11][12]
- 2019: Stadthaus, Lissabon mit Daniel Zamarbide[13][14][15]
- 2019: Casa do Monte, Lissabon mit Daniel Zamarbide[16]
- 2020: Marramarra Shack, New South Wales
- 2021: Moon Ra Pavilion, Vilvoorde[17]
- 2022: Textilfabrik, Bahrain[18]
- 2024: Villa Montasser, Mies[19]

## Auszeichnungen und Preise
- 2010: Goldener Löwe für Bahrain Pavillon Reclaim auf der 12. Architekturbiennale Venedig
- 2013: Swiss Art Award
- 2019: Aga Khan Award for Architecture
- 2022: Nominierung – EUMiesAward für Stadthaus, Lissabon[20]

## Ausstellungen
- 2010: Bahrain Pavillon Reclaim, Architekturbiennale Venedig mit Noura Al Sayeh Holtrop, Fuad Al-Ansari und Harry Gugger[21]
- 2016: Triennale Lissabon

## Bücher
- 2G N.85 Leopold Banchini. Walther König Verlag, Köln 2022, ISBN 978-3-96098-350-7, mit einem Vorwort von Noura Al Sayeh Holtrop.
- mit Lukas Feireiss (Hg.): Shelter Cookbook. Spector Books, Leipzig 2021.